# 豪萨赫
豪萨赫（德語：Hausach，發音：[ˈhaʊzax] ⓘ）是德国巴登-符腾堡州弗赖堡行政区奥尔特瑙县的城市，面积36.07平方千米，2023年12月31日人口为5,760人。

## 友好城市
- 法國 阿尔布瓦